# Жеремі Азу
Жеремі Азу (фр. Jérémie Azou, нар. 2 квітня 1989, Авіньйон, Франція) — французький веслувальник, олімпійський чемпіон 2016 року, дворазовий чемпіон світу, триразовий чемпіон Європи.

## Виступи на Олімпіадах
| Олімпіада           | Дисципліна               | Місце |
| ------------------- | ------------------------ | ----- |
| Лондон 2002         | парна двійка, легка вага | 4     |
| Ріо-де-Жанейро 2016 | парна двійка, легка вага | 1     |